# La Libertad (Ecuador)
La Libertad ist eine Hafenstadt und Erdölraffineriestandort in Ecuador. Die Stadt liegt in der westlichen, im November 2007 neu gebildeten Provinz Santa Elena auf der Santa-Elena-Halbinsel an der Bucht von Santa Elena des Pazifischen Ozeans. Sie hatte beim letzten Zensus von 2001 77.646 Einwohner und kann für 2007 auf etwa 95.000 Einwohner geschätzt werden. Die Stadt ist Sitz des mit dem Stadtgebiet deckungsgleichen Kantons La Libertad.

## Geographie
Die Santa-Elena-Halbinsel ist klimatisch eine Fortsetzung der Küstenwüste in Nordperu, weshalb das Klima in La Libertad trocken ist (etwa 100 mm Niederschlag pro Jahr).
La Libertad verfügt über mehrere Strände. Der Hafendamm Malecón wird derzeit nach Vorbild des Malecón 2000 in Guayaquil auch unter touristischen Gesichtspunkten erneuert.
La Libertad ist mit den angrenzenden Städten Salinas und Santa Elena praktisch zusammengewachsen.

## Geschichte
Obwohl die Umgebung wohl bereits vor Jahrtausenden besiedelt war, wie Keramikfunde im Ortsteil La Caleta zeigen, hat La Libertad als Stadt eine relativ kurze Geschichte. Kleine Fischerdörfer bestanden um die Wende vom 19. zum 20. Jahrhundert unter den Namen La Hueca und Propicia. Bis 1918 hieß das heutige La Libertad dann Agujereada, wobei es weiterhin ein Dorf war. Der Name Agujereada (zu dt. die Löchrige) stammte von der irregulären Topographie des Gebiets, das von zwei Wasserscheiden durchzogen wird.
1933 wurde der Ort nun unter dem 1918 angenommenen Namen La Libertad zum regulären ländlichen Kirchspiel des Kantons Santa Elena. Seit 1937 war er Teil des neu gegründeten Kantons Salinas. 1993 wurde La Libertad offiziell zur Stadt und gleichzeitig Hauptort eines neu eingerichteten gleichnamigen Kantons der Provinz Guayas. Im November 2007 richtete der ecuadorianische Nationalkongress nach längeren Verhandlungen und zum Teil gewalttätigen Streiks und Straßensperren eine neue Provinz Santa Elena aus den Kantonen Santa Elena, Salinas und La Libertad auf der Santa-Elena-Halbinsel im ehemaligen Westen der Provinz Guayas.

## Erdöl
Bedeutung und seine heutige Größe erlangte La Libertad vor allem durch die Erdölförderung im Westen der Santa-Elena-Halbinsel. Die Förderung begann regulär 1925 im zu Santa Elena gehörenden, nahe bei La Libertad liegenden Ancón und wurde anschließend ausgeweitet. 
Das bei der Förderung und Verarbeitung federführende englische Unternehmen Anglo-Ecuadorian Oilfields, Ltd., kurz La Anglo, errichtete in den 1920er und 1930er Jahren für ihre Arbeiter und Ingenieure die Siedlungen Puerto Rico und Las Acacias, die heute den eigentlichen Schwerpunkt von La Libertad bilden. 1927 wurde der Hafen eingeweiht. 
1928 wurde der Bau einer Raffinerie begonnen, die bald ihren Betrieb aufnahm. Seit 1990 wird die – mehrfach modernisierte – Anlage von Petroecuadors Tochtergesellschaft Petroproducción betrieben.